# Ельша
Ельша — река в Смоленской и Тверской областях России. Левый приток реки Межа. Самая крупная река национального парка «Смоленское Поозерье».

### География и гидрология
Длина реки — 68 км, площадь водосборного бассейна 1450 км². Исток: озеро Сапшо на высоте 171 м, у посёлка Пржевальское Демидовского района, ниже этого места протекает через Петраковское озеро. Основное направление течения — с юга на север. Впадает в Межу в Тверской области.

### Притоки
Основные притоки: справа — Васильевка, Сермятка, Скрытейка, Должица; слева — Ильжица. На своём протяжении река протекает много озёр, берега заросшие лесом и заболоченные.